# Ormoiche
Ormoiche é uma comuna francesa na região administrativa de Borgonha-Franco-Condado, no departamento de Alto Sona. Estende-se por uma área de 5,72 km². Em 2010 a comuna tinha 66 habitantes (densidade: 11,5 hab./km²).